# Богосян, Эрик
Э́рик Богося́н (англ. Eric Bogosian, род. 24 апреля 1953) — американский актёр армянского происхождения, драматург и романист.
В частности, является автором пьесы «Радиоболтовня», номинированной на Пулитцеровскую премию и экранизированной Оливером Стоуном в одноимённом фильме, где Богосян сыграл главную роль, удостоенную награды Берлинского кинофестиваля.

## Фильмография
- 1986 — 1988 — Криминальные истории (сериал) / Crime Story — Dee
- 1988 — Трибунал над бунтовщиком с «Кейна» / The Caine Mutiny Court-Martial — лейтенант Барни Гринвальд
- 1988 — Радиоболтовня / Talk Radio — Барри Чэмплен
- 1990 — 2010 — Закон и порядок (сериал) / Law & Order — Гэри Ловенталь
- 1994 — Охота на ведьм / Witch Hunt — Ларсон Крокетт
- 1995 — Долорес Клэйборн / Dolores Claiborne — Питер
- 1995 — В осаде 2: Тёмная территория / Under Siege 2: Dark Territory — Трэвис Дейн
- 1996 — Бивис и Баттхед уделывают Америку (мультфильм) / Beavis and Butt-head Do America — озвучка
- 1997 — Разбирая Гарри / Deconstructing Harry — Берт
- 2000- Сплетня / Профессор
- 2001 — 2010 — Клиника (сериал) / Scrubs — доктор Гросс
- 2001 — …. — Закон и порядок: Преступное намерение (сериал) / Law & Order: Criminal Intent — капитан Дэнни Росс
- 2002 — Арарат / Ararat — Рубен
- 2003 — Ангелы Чарли: Только вперёд / Charlie’s Angels: Full Throttle — Алан Колфилд
- 2003 — Уондерленд / Wonderland — Эдди Нэш
- 2004 — Блэйд: Троица / Blade: Trinity — Бентли Титтл
- 2008 — Кадиллак Рекордс / Cadillac Records — Алан Фрид
- 2017 — Миллиарды / Billions — Бойд
- 2019 — Неогранённые драгоценности / Uncut Gems — Арно
- 2023 — Рептилии / Reptile — капитан Роберт Аллен
- 2022-2024 - "Интервью с Вампиром"